# Bankarbeitstag
Bankarbeitstag (englisch banking day) ist weltweit ein Arbeitstag, an dem Kreditinstitute für den Publikumsverkehr geöffnet sind und der bargeldlose Zahlungsverkehr abgewickelt wird. Komplementärbegriff ist der Bankfeiertag.

## Begriffsentwicklung
Der Begriff Werktag unterscheidet sich vom Bankarbeitstag insbesondere dadurch, dass der Samstag zwar ein Werktag, aber kein Bankarbeitstag ist. Der Begriff Bankarbeitstag hat sich inhaltlich und international verändert und ist aus dem Erfordernis entstanden, dass Kreditinstitute Zahlungen leisten und annehmen müssen und Zinsbeginn und Zinsende festzulegen haben. Diese banktypischen Tätigkeiten können nur ausgeführt werden, wenn Banken arbeiten.
Ob ein bestimmter Wochentag ein Bankarbeitstag ist, hängt weltweit von verschiedenen Voraussetzungen ab. Einerseits stimmen Bankarbeitstag und Werktag nicht immer überein, andererseits gibt es durch national unterschiedliche Feiertagsregelungen auch unterschiedliche Regelungen für Bankarbeitstage. Da jeweils das Hauptfinanzzentrum des Staates maßgeblich ist, dessen Währung Vertragsgegenstand ist, kann es durchaus selbst innerhalb eines Staats wegen regionaler Feiertage zu unterschiedlichen Bankarbeitstagen kommen.

## Deutschland
Bankarbeitstag ist jeder Tag, an dem die Kreditinstitute in Deutschland für den Publikumsverkehr geöffnet sind und der auch ein TARGET-Tag ist. Nur an Bankarbeitstagen läuft auch der Elektronische Massenzahlungsverkehr (EMZ) der Bundesbank. Referenzort für TARGET2 und EMZ ist Frankfurt am Main. Samstage und Sonntage sind keine Bankarbeitstage, auch wenn manche Bankfilialen (etwa an Flughäfen oder Bahnhöfen) ihre Schalter geöffnet haben. Damit von einem Arbeitstag ausgegangen werden kann, ist arbeitsrechtlich jedoch erforderlich, dass die ganz überwiegende Mehrheit (80 %) der Belegschaft an diesem Tag regelmäßig im Betrieb arbeitet. Arbeiten dagegen nur einzelne Betriebsabteilungen an einem bestimmten Tag, handelt es sich nicht um einen Arbeitstag. Zumindest bei rein regionalen Banken wie u. a. Volksbanken und Sparkassen gelten darüber hinaus auch die regionalen Feiertage des jeweiligen Bundeslandes nicht als Bankarbeitstag (z. B. Heilige Drei Könige in Baden-Württemberg, Bayern und Sachsen-Anhalt). Auch der Heiligabend (24. Dezember) und Silvester (31. Dezember) sind keine Bankarbeitstage. Der Rosenmontag ist in Frankfurt am Main ein Bankarbeitstag, nicht jedoch in Köln oder Düsseldorf. Damit Banken in Köln oder Düsseldorf keine Nachteile erleiden, müssen sie auch am Rosenmontag ihre Funktionsfähigkeit in relevanten Bereichen sicherstellen, ohne dass sie für den Publikumsverkehr geöffnet sind.
Der Begriff Bankarbeitstag wird in Gesetzen oder Verträgen mit Zahlungswirkung oft erwähnt. Damit soll den Zahlungspflichtigen die Gelegenheit gegeben werden, ihre Zahlung bei Banken auch an einem bestimmten Tag leisten zu können.
Die nach dem Arbeitsentgelt zu bemessenden Beiträge zur Sozialversicherung und zur Krankenversicherung sind in voraussichtlicher Höhe der Beitragsschuld jeweils am drittletzten Bankarbeitstag des Monats, in dem die Beschäftigung ausgeübt wird, fällig und bis dahin zu bezahlen.

## International
International richten sich Kreditinstitute bei Finanztransaktionen danach aus, was als Bankarbeitstag (bank business day) bei einzuschaltenden Clearing- und Zahlungssystemen oder in den betroffenen Fremdwährungen gilt. Eingebürgert haben sich hierbei die so genannten „Zahlungsverkehrstage“ des europäischen Zahlungsverkehrssystems TARGET2. TARGET2-Tag ist ein Tag, an dem Buchgeld-Zahlungen in Euro über TARGET2 abgewickelt werden. Als TARGET2-Tage gelten nicht Samstag, Sonntag, Neujahrstag (1. Januar), Karfreitag, Ostermontag, Tag der Arbeit (1. Mai) sowie der erste und zweite Weihnachtstag (25. und 26. Dezember). In der Beziehung zwischen Kunde und Bank sind Bankarbeitstage alle Wochentage mit Ausnahme von Samstag und Sonntag sowie der jeweiligen nationalen und regionalen Feiertage. Ist eine Zahlung am Pfingstmontag fällig, erfolgt die TARGET2-Verrechnung (Interbank Settlement Date) auch am Pfingstmontag (kein TARGET2-Feiertag); da dieser in Deutschland ein Feiertag ist, erfolgt die kundenseitige Belastung erst am darauffolgenden Dienstag. Daraus hat sich in der internationalen Konsortial- und Vertragspraxis und im internationalen Kreditverkehr der Begriff Bankarbeitstag (business day) entwickelt.
Zu den Bankfeiertagen des LIBOR gehören der 1. Januar, Karfreitag, Ostermontag, englisch May Day (erster Montag im Mai), englisch Spring Bank Holiday (letzter Montag im Mai), englisch Summer Bank Holiday (Montag im August), 25. Dezember (englisch „Christmas Day“) und 26. Dezember (englisch „Boxing Day“). In den USA arbeiten die Banken nicht am Thanksgiving Day, Veterans Day, Columbus Day, Labor Day, Independence Day und President’s Day.
Das EU-weite Zahlungsdiensterecht spricht vom Geschäftstag. Nach § 675n Abs. 1 Satz 4 BGB ist Geschäftstag jeder Tag, „an dem der an der Ausführung eines Zahlungsauftrags beteiligte Zahlungsdienstleister den für die Ausführung von Zahlungsvorgängen erforderlichen Geschäftsbetrieb unterhält“. Maßgeblich ist also das Unterhalten des Geschäftsbetriebs beim kontoführenden Institut insbesondere im Bereich des  Zahlungsverkehrs. Bei Filialinstituten müssen jedoch die Geschäftstage wegen regionaler Feiertage nicht einheitlich sein. Nationale oder regionale gesetzliche Feiertage bei einem der in der Überweisungskette zwischengeschalteten Kreditinstitute zählen also bei der Ausführungsfristberechnung nicht mit (§ 675s Abs. 2 BGB). Wird ein Geschäftsbetrieb unterhalten, liegt nach dem Wortlaut des Gesetzes ein Geschäftstag vor; das Gesetz vermeidet die konkrete Erwähnung von Bankfeiertagen, um nicht spätere Änderungen hieran zu erschweren. Für Überweisungen beginnt daher die Ausführungsfrist erst an einem Bankgeschäftstag. In dem Fall, in welchem keine Zahlung von oder auf ein Konto erfolgt, ist für die Bestimmung, ob ein Geschäftstag vorliegt, auf die Unterhaltung des Geschäftsbetriebs der kontoführenden Stelle eines Kreditinstituts abzustellen. So werden für den Zeitpunkt einer Gutschrift (§ 675t Abs. 1 BGB) in der Regel die Geschäftszeiten des Instituts des Zahlungsempfängers zu berücksichtigen sein, unabhängig von denjenigen des Instituts des Zahlers. Das gilt für den Geschäftstag einer Gutschrift (§ 675t Abs. 1 BGB) oder für die Ausführungsfrist (§ 675s BGB).

## Zahlungssysteme
An TARGET-Feiertagen bleiben TARGET, das HBV (Hausbankverfahren) sowie der EMZ (elektronischer Massenzahlungsverkehr) geschlossen. An bundesweiten Feiertagen bleibt der EMZ geschlossen, TARGET ist aber geöffnet, sofern es sich nicht um TARGET-Feiertage handelt. An regionalen Feiertagen, die nur in einigen Bundesländern gelten, sind der EMZ und auch TARGET geöffnet, es werden aber keine beleghaften Überweisungen oder Datenträger angenommen, da kein Schalterbetrieb aufrechterhalten wird.

## Börsenhandel
Im Börsenhandel bestehen je nach Börse festgelegte Handelskalender, in denen festgelegt ist, welche Tage Börsentage (also Tage, an denen Handel stattfindet) und welche Erfüllungstage sind. Während Bankarbeitstage immer Börsen- und Erfüllungstage sind, gibt es darüber hinaus aber auch Börsen- und Erfüllungstage, die keine Bankarbeitstage sind.